# Baybayin

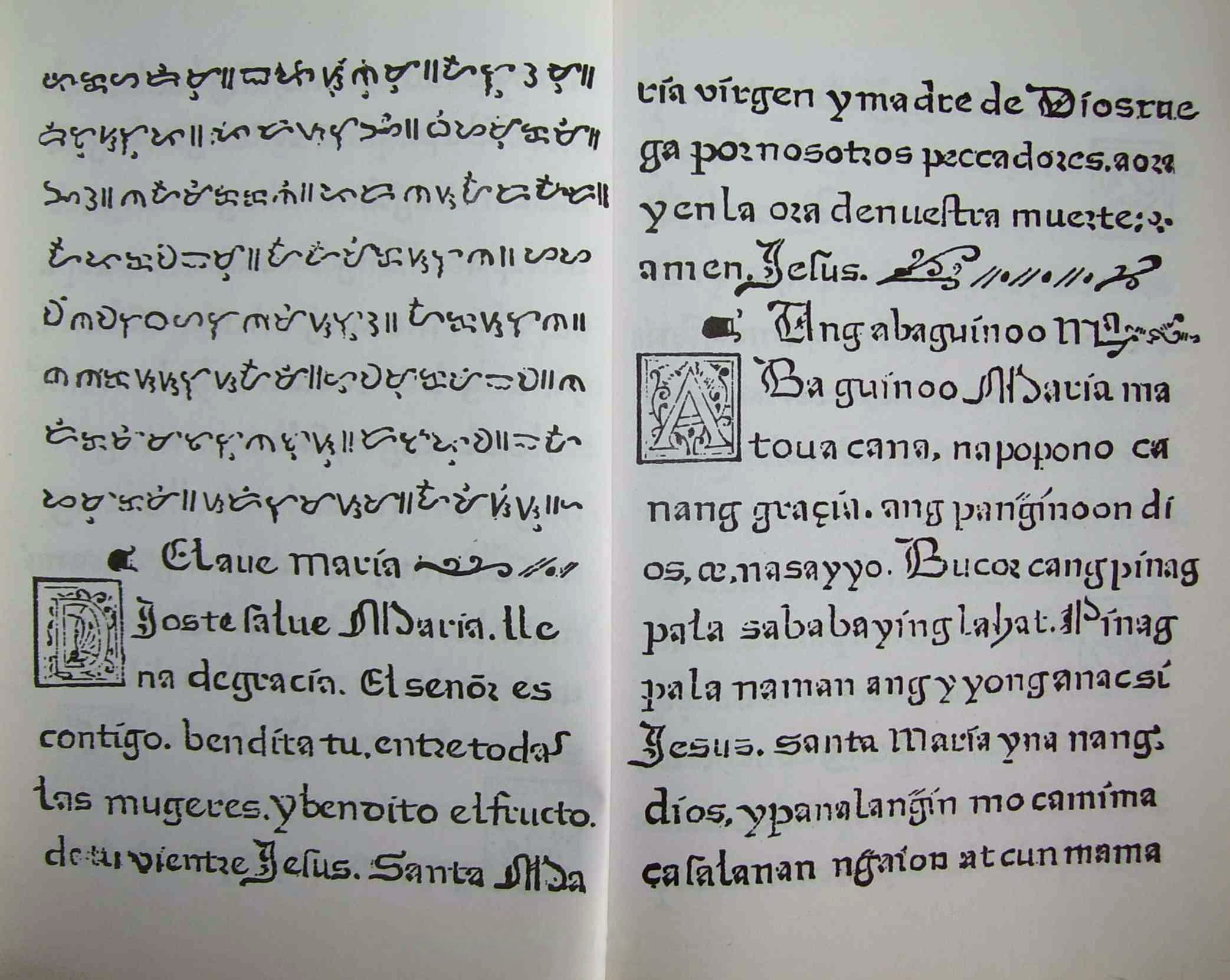
Křesťanský spis Doctrina Cristiana z r. 1593 v písmu baybayin a v latince

Baybayin je alfasylabické písmo (tzv. abugida) kdysi užívané pro zápis tagalogu a dalších filipínských jazyků. Pravděpodobně pochází z písma kawi, užívaného na Jávě a Sumatře, které se dostalo na Filipíny ve 14. století. Psalo se rytím na kusech bambusu. Podle poznámek prvních Španělů byla znalost psaní mezi ženami všeobecná. Využití tohoto písma v dobách předšpanělských se omezovalo na psaní osobních poznámek a dopisů. Vzdor obecnému přesvědčení, že podobně jako v Mexiku, většinu dávných manuskriptů zničili španělští misionáři, neexistují jasné důkazy o této činnosti na Filipínách. Paradoxně právě misionáři využívali tuto abecedu a vydávali filipínské verze Bible. Písmo baybayin se přestalo používat v 17. století s přechodem na latinku. V současnosti je občas používané pro zdobné účely.